# Макридис, Константинос
Константи́нос Макри́дис (греч. Κωνσταντίνος Μακρίδης; род. 13 января 1982[…], Никосия) — кипрский футболист, полузащитник; тренер. Выступал за сборную Кипра.

## Биография

### Клубная карьера
Футболом начал заниматься на родине. Первым его клубом был «Этникос» (Ассиа), позже играл за «Аполлон». В 2004 году перешёл в АПОЭЛ, где провёл 107 матчей и забил 29 мячей. Один из самых красивых мячей за АПОЭЛ забил в Кубке УЕФА 25 августа 2005 года в матче против тель-авивского «Маккаби», начал с собственной половины, прошёл всю оборону «Маккаби» и пробил мимо вратаря.
В сезоне 2008 перешёл в донецкий «Металлург». Дебютировал 7 июля 2008 года в матче с «Карпатами» (1:0). Первый гол забил 26 июля 2008 года в матче с «Черноморцем» (1:0). В начале сезона 2009/10 перешёл в кипрскую «Омонию». 23 июня 2012 года Макридис вернулся в «Металлург» (Донецк).

### Карьера в сборной
За сборную Кипра провёл 77 матчей, забил 5 мячей. Несколько матчей провёл в статусе капитана сборной.